# Need for Speed: Underground 2
Need for Speed: Underground 2 es un videojuego de carreras publicado por Electronic Arts y desarrollado por EA Black Box. Lanzado en 2004, es la secuela de Need for Speed: Underground, formando parte de la serie Need for Speed, disponible en Nintendo GameCube, PlayStation 2, Xbox, Nintendo DS, Game Boy Advance y Microsoft Windows.
La historia se basa en el tuneo de coches para las carreras callejeras. Need for Speed: Underground 2 proporciona nuevas características, como una mayor personalización de los vehículos, el modo "libre" (donde conduces el coche de manera libre por el mapa), en una ciudad conocida como "Bayview", ciudad que posee parecidos con las ciudades de Filadelfia, Los Ángeles, Las Vegas y Houston. Este juego también permite la inclusión de los SUV, que pueden ser personalizados de forma extensiva como los demás vehículos y son usados en carreras contra otros vehículos de este tipo. Brooke Burke hace la voz de Rachel Teller, la persona que te guía a lo largo de la historia. Underground 2 es considerado como una de las mejores entregas de la saga Need for Speed.
El juego te permite escuchar diferentes canciones y te ofrece varias opciones para reproducir esa música en las carreras o en el menú principal, o simplemente en todos los modos, de tal manera que se escucha en ambos.
El apartado gráfico destaca por la calidad que ofrecía para la época.
El equivalente de Need for Speed: Underground 2 en la PSP es Need for Speed: Underground Rivals.

## Trama
La historia tiene lugar después de los eventos iniciales de Underground, poco después de que el jugador vence a Eddie y su pandilla de carreras callejeras The Eastsiders en Olympic City, junto con Melissa. Venerado como el mejor corredor callejero de Olympic City, el jugador gana una carrera mientras conduce un Nissan Skyline GT-R azul y rápidamente recibe una llamada de un individuo no identificado con una "invitación" para unirse a su equipo, seguido de una amenaza en la que niega explícitamente que no "acepta un no por respuesta". Enojado, el jugador inmediatamente cuelga la llamada y se dirige a una fiesta de celebración; mientras habla con Samantha por teléfono, son cegados y emboscados por un Hummer H2 desde un callejón oscuro, que embiste y destroza su Skyline. Un hombre con una guadaña tatuada en la mano llama para confirmar que "se ha ocupado de un problema".
Seis meses después, el jugador sube a un avión a Bayview con una nota de buena suerte de Samantha, en referencia a su amiga Rachel Teller, además de recibir una llave de auto con el nombre 'Rachel'. El jugador llega a Bayview y es contactado por Rachel, quien les dejó su Nissan 350Z en el estacionamiento de autos del aeropuerto, pidiendo reunirse en un concesionario de autos; el jugador puede ignorar estas instrucciones y competir en tres eventos y correr más rápido antes de que Rachel llame exigiendo que le devuelvan su auto, después de lo cual no se generarán más carreras. En el concesionario, compra su primer automóvil con el dinero proporcionado por su compañía de seguros sobre el Nissan Skyline totalizado y comienza a correr nuevamente.
Rachel se convierte en el contacto clave dentro de Bayview. Ella explica el diseño de la escena de las carreras callejeras de Bayview, presentando las mecánicas de patrocinio, la Underground Racing League (URL) y luego ayuda activamente al jugador dándole consejos sobre cómo conducir, tiendas secretas, eventos importantes y, a veces, eventos ocultos. El jugador pronto gana fama y obtiene acuerdos de patrocinio al ganar carreras; esto llama la atención de Caleb Reece y su equipo de carreras, "The Wraiths".
Rachel le revela al jugador que Caleb está intentando tomar el control de la escena de las carreras en Bayview manipulando acuerdos de patrocinio a su favor, amenazando el sustento del jugador y el enlace de Rachel con los patrocinadores. Caleb intenta que el jugador pierda un torneo de la Underground Racing League colocando a Nikki Morris, un miembro de los Wraiths, en el mismo torneo que el jugador. Esto falla y Nikki deja a los Wraiths después de que Caleb la regaña por perder; Luego se une a Rachel y al lado del jugador. Nikki les advierte de las consecuencias del plan de Caleb si se apodera del escenario de las carreras callejeras de la ciudad. Se revela que Caleb es el conductor del Hummer que destrozó el auto del jugador en Olympic City.
Desesperado por detener al jugador, que ha acumulado demasiada reputación y publicidad, Caleb finalmente enfrenta a todos los miembros restantes de los Wraiths en un torneo URL contra ellos, que fracasa. Habiendo perdido a otro patrocinador, Caleb desafía al jugador a un enfrentamiento. El jugador derrota a Caleb, que ahora ha dejado insolvente, y celebra con Rachel y Nikki, solidificando su estatus como el mejor corredor clandestino en Bayview.

## Modos de juego
- Circuito: Corres sobre un trazado que retorna a su inicio en el mapa y a cierta cantidad de vueltas. Mediante las opciones de carrera se pueden modificar a "Knockout": El último es eliminado hasta que solo queda un corredor.

- Sprint: En este modo deberás competir con otros pilotos en una carrera de punto A a punto B.

- Aceleración: Debes probar tus reflejos para esquivar objetos y cambiar las marchas del auto, algo similar a la realidad. Calcula bien los cambios de marcha y no te atrases a la hora de cambiar, porque el motor se recalentará, y si te tardas demasiado, explotará. Y también presta atención a los obstáculos (o tráfico) y paredes durante la carrera, ya que si los chocas a alta velocidad, perderás automáticamente.

- Derrape: Es el arte de hacer que el coche patine en las curvas. Se gana mediante puntos y suele ser difícil hasta que se le agarra la mano. También existe un modo llamado "Derrape cuesta abajo" en el cual deberás hacer lo mismo que en una competencia de Derrape estándar, solo ten en cuenta que dado que ahora se compite cuesta abajo en las montañas de Bayview encontrarás tráfico el cual te impedirá hacer puntos de derrape, ya que al chocar, pierdes los puntos que obtuviste en dicho derrape. Al jugar en el modo historia, podrás obtener más información sobre cómo dominar este modo de carrera. Los "Derrapes cuesta abajo" son directamente basados de las carreras de drifting ilegales en los pasos de montaña en Japón, pero con solo un corredor a la vez.

- Calle X: Similar al circuito. Pero en este modo se debe correr en pistas más cortas que en circuito y es lo opuesto a las carreras de derrape, porque ahora rodear curvas cerradas sin perder tiempo al chocar. Este tipo de carreras está totalmente basado en los Rallycross, y básicamente son los circuitos de derrape de Need for Speed: Underground, pero convertidos a circuitos de tierra.

- URL/Underground Racing League (Liga de Carreras Underground o también llamado Liga de Campeones): Son circuitos. Pero estos no son callejeros sino que tienen aspecto de un autódromo, y se llevan a cabo en el autódromo de Bayview, y en el aeropuerto de la ciudad (no accesibles desde el modo libre). Ganar de estas en el modo historia hacen progresar más y desbloquear autos en cada una, son el equivalente a los torneos en Need for Speed: Underground. En este modo son tomadas como torneos de 2 a 3 carreras que se van puntuando según la posición de cada corredor, también pueden ser simplemente de una sola carrera.

Otros modos menores son:
- Carrera Libre: Elige un auto y corre por toda la ciudad.

- Persecución: Participan dos corredores, y se lleva a cabo en cualquier momento mientras se conduce por la ciudad (en modo libre). Gana el que se separe 300 metros (1000 pies) del otro, o sea el líder. Este puede circular por donde sea sin que el oponente lo rebase, de lo contrario tendrá que perseguirlo para revertir el puesto.

- SUV: Corres una carrera de Circuito, Sprint o Aceleración pero con la diferencia de que usas a los gigantes todoterrenos del juego.

## Vehículos
- Acura RSX Type S DC5 (2002) **
- Audi A3 3.2 Quattro 8P (2003)
- Audi TT 3.2 Quattro 8N (2003)
- Cadillac Escalade GMT800 (2001)
- Ford Focus ZX3 (2000)
- Ford Mustang GT S197 (2004)
- Honda Civic Si EM1 (1999) **
- Hummer H2 (2002)
- Hyundai Tiburon GT GK (2001)
- Infiniti G35 Coupe V35 (2002)
- Lexus IS 300 JCE10 (1999)
- Lincoln Navigator U228 (2002)
- Mazda MX-5 Miata NB (1998)
- Mazda RX-7 FD3S (1992)
- Mazda RX-8 SE3P I (2003)
- Mitsubishi 3000GT VR4 Z15AM (1999)
- Mitsubishi Eclipse GSX D33A (1997)
- Mitsubishi Lancer Evolution VIII CT9A (2003)
- Nissan 240SX S13 (1989)
- Nissan 350Z Touring Z33 (2002)
- Nissan Sentra SE-R Spec-V B15 (2004)
- Nissan Skyline GT-R R34 V-Spec I (1999)
- Peugeot 106 GTI Phase II (2003) *
- Peugeot 206 GTi T1 (2003)
- Pontiac GTO (2003)
- Subaru Impreza WRX STi GDB-D (2003)
- Toyota Celica GT-S T230 (1999)
- Toyota Corolla GT-S AE86 (1983)
- Toyota Supra S2 A80 (1998)
- Vauxhall Corsa 1.8 SRi X01 (2003) *
- Volkswagen Golf GTI 1.8T MK4 (2001)

Notas:
(*) Si es versión europea
(**) si es versión americana
El Hyundai Tiburón GT GK aparece como Hyundai Coupé en la versión europea del juego.

## Localizaciones
- City Center: Es el centro de la ciudad. Posee casinos lujosos, teatros, hoteles de lujo y algunas comunas residenciales. Es la primera zona donde jugamos.

- Beacon Hill: Es la bomba turística y la zona de muelles y costas. Destaca también el Pigeon Park, posiblemente temático.

- Jackson Heights: La zona de montañas donde viven los ricos. Es la casa de los drifters del juego, que se deleitan cuando deben derrapar en esa zona. Una portada principal del juego se realizó acá.

- Coal Harbor (Este): Una zona industrial que posee curvas difíciles de agarrar. Esta zona es un poco menos industrial, ya que su único recurso importante es la fábrica de acero.

- Coal Harbor (Oeste): La zona restante del mapa. Esta sí destaca en la industria: posee un puerto, varias estaciones de trenes y una central nuclear. Sus trazados son muchos más curvados que la anterior localización mencionada, pero son menos a comparación de Heights, aunque es más difícil conducir aquí que en Heights. Sus curvas son más cerradas que en la cadena montañosa, que solo tiene unas pocas partes cerradas.

Otros lugares menores son: 
- Aeropuerto Internacional de BayView: El inicio del juego transcurre acá. Es en donde bajamos del avión que nos traía a esta ciudad y donde empezábamos a pilotear el Nissan 350Z de Rachel. Todas las carreras de modalidad libre también empiezan aquí.

- Pigeon Park: Conocido también como Parque Brad Lawless. Es un tramo de Beacon Hill que ocupa la mitad de la zona. Destacan varias construcciones un poco antiguas, un monumento al parque, un pasillo de víveres y una pequeña tienda de recuerdos.

- Observatorio: Está casi más al norte del mapa. Son 3 torres de observación iguales. También hay una construcción parecida a una iglesia más al oeste.

## Recepción y críticas
El juego vendió 9 millones de copias, y llegó a ser un éxito de ventas de cada una de las consolas.
Las críticas fueron positivas, pero muchos elementos fueron criticados, como el de tener que conducir mucho a través de la ciudad para acceder a ciertas carreras, voces de personajes pobres en calidad, al igual que la publicidad de compañías que no tienen nada que ver con las carreras de automóviles, como el logo de Cingular, una compañía estadounidense de telefonía móvil, que aparece en el juego como el sistema de mensajes. La versión de GameCube fue criticada por los gráficos pobres y la resolución, que es inferior. La jerga al estilo de hip-hop de los personajes (como llamarle "banco" al dinero) y el estilo de narración de la historia tipo "cómic" fueron otros elementos criticados.